# Lüen
Pour les articles homonymes, voir Luen.

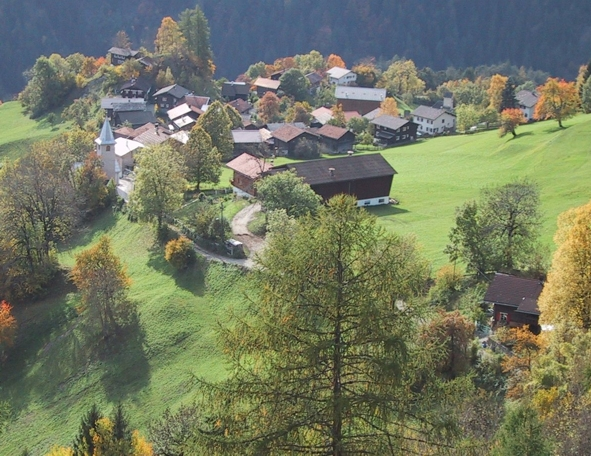
Le village de Lüen, Canton des Grisons, Suisse

Lüen est une localité et une ancienne commune suisse du canton des Grisons, située dans la région de Plessur.

## Histoire
Le 1er janvier 2013, les communes de Calfreisen, Castiel, Langwies, Lüen, Molinis, Peist et Sankt Peter-Pagig ont été intégrées à celle d'Arosa.